# Приключения Флика. Герой муравейника
A Bug’s Life (в России — «Приключения Флика. Герой муравейника») — компьютерная игра, основанная на одноимённом мультфильме, была разработана Traveller's Tales, Psygnosis Limited и Tiertex Design Studios и выпущена Sony Computer Entertainment, Disney Interactive, THQ и Activision для различных систем. Игра следовала сюжету мультфильма, но с некоторыми изменениями. Тем не менее, в отличие от мультфильма, игра получила негативные отзывы. В конце 2011 года версия PlayStation была выпущена на PlayStation Store, PlayStation 3 и PlayStation Portable. В России издана компанией Новый диск.

## Геймплей
Игровая платформа с разными целями на каждом из 15-и уровней. Большинство целей связаны с тем, чтобы главный персонаж Флик совершал события, соответствующие сюжетной линии одноимённого мультфильма. Когда игрок достигает уровня, игрок может перейти на следующий уровень. Каждый уровень начинается с каждым коротким отрывком из мультфильма. Если игрок собирает все бонусные предметы на уровне, бонусная сцена разблокируется и её можно будет пересмотреть в главном меню. Бонусные предметы включают в себя 50 кусков зерна, четыре буквы, которые составляют имя Флика (F-L-I-K(похожее было в игре «Тарзан» на Nintendo 64 и PlayStation 1)).
На каждом уровне есть множество семян. Некоторые семена частично зарыты в землю. Эти семена могут быть преобразованы Фликом в конкретный вид растения. Флик может увеличить количество растений, которые он может вырастить, собирая цветные жетоны, разбросанные по всем уровням, с цветом маркера, определяющим, какой тип растения можно выращивать вместе с ним.
Зерновая машина Флика присутствует на определённых уровнях. Если игрок найдёт машину и включит её, она уничтожит почти любого врага (Не сможет победить червей, тараканов и многоножек), которые вступают в контакт с ним. Машина также удобна в сборе зерна на дальних дистанциях. Когда Флик находится в машине, он не может прыгать.

## Критика и отзывы
| Сводный рейтинг    | Сводный рейтинг                          |
| Агрегатор          | Оценка                                   |
| ------------------ | ---------------------------------------- |
| GameRankings       | 55,73 % (PS) 54,40 % (N64) 36,63 % (GBC) |
| Иноязычные издания |                                          |
| Издание            | Оценка                                   |
| AllGame            | [ 8 ] [ 9 ] [ 10 ]                       |
| CVG                | 5/10                                     |
| EGM                | (PS) 4,63/10 (N64) 4,37/10               |
| Game Informer      | (PS) 7,5/10 (GBC) 5,75/10 (N64) 5,25/10  |
| GamePro            | [ 17 ]                                   |
| GameRevolution     | C                                        |
| GameSpot           | (N64) 6,1/10 (PS) 2,7/10                 |
| IGN                | (N64) 6,8/10 (PS) 4/10 (GBC) 3/10        |
| Nintendo Power     | (N64) 6,2/10 (GBC) 4,9/10                |
| OPM                | [ 26 ]                                   |

Игра получила негативные отзывы. Сайт GameRankings предоставил версии Nintendo 64 54,40 %<ref name=GR_N64>, версии PlayStation 55,73 % и версии Game Boy Color 36,63 %. GameSpot предоставил версии для PlayStation 2.7 баллов, в заключение отметив, что «очевидно, что Disney больше интересовался выпуском рекламы за 40 долларов, чем в разработке игры». Тем не менее, тот же сайт позже дал версии для Nintendo 64 оценку 6.1 из 10, заявив, что «дети, которые хотят пережить удовольствие от мультфильма, должны довольствоваться простотой игрой». IGN предоставил для версии Nintendo 64 6.8 баллов из 10, восхваляя презентацию и звук, заявив, что у неё был «Приятный, веселый внешний вид и очень похожий на мультфильм с одноименным названием» с веселыми мелодиями и сильными звуковыми эффектами", но критиковал геймплей, сказав, что элементы управления были вялыми с «заикающейся частотой кадров» и «усталой механикой геймплея», в то время как он дал версии для PlayStation 4 балла из 10, критикуя игровой процесс как медленный и неловкий, но хвалить кинематографическую презентацию. Тот же сайт позже дал версии для Game Boy Color три звезды из десяти, назвав её «короткой и повторяющейся», и «ниже среднего».